# Kanton Bais
Der Kanton Bais war von 1790 bis 2015 ein französischer Kanton im Arrondissement Mayenne, im Département Mayenne und in der Region Pays de la Loire; sein Hauptort war Bais.
Der Kanton Bais lag im Mittel 225 Meter über dem Meeresspiegel; zwischen 104 Meter in Jublains und 354 Meter in Izé.

## Gemeinden
Der Kanton bestand aus neun Gemeinden:
| Gemeinde                    | Einwohner Jahr | Fläche km² | Bevölkerungsdichte | Code INSEE | Postleitzahl |
| --------------------------- | -------------- | ---------- | ------------------ | ---------- | ------------ |
| Bais                        | 1.264 (2013)   | 26,23      | 48 Einw./km²       | 53016      | 53160        |
| Champgenéteux               | 539 (2013)     | 25,11      | 21 Einw./km²       | 53053      | 53160        |
| Hambers                     | 636 (2013)     | 25,93      | 25 Einw./km²       | 53113      | 53160        |
| Izé                         | 484 (2013)     | 28,15      | 17 Einw./km²       | 53120      | 53160        |
| Jublains                    | 716 (2013)     | 36,01      | 20 Einw./km²       | 53122      | 53160        |
| Saint-Martin-de-Connée      | 411 (2013)     | 19,49      | 21 Einw./km²       | 53239      | 53160        |
| Saint-Pierre-sur-Orthe      | 459 (2013)     | 31,66      | 14 Einw./km²       | 53249      | 53160        |
| Saint-Thomas-de-Courceriers | 202 (2013)     | 12,95      | 16 Einw./km²       | 53256      | 53160        |
| Trans                       | 228 (2013)     | 15,43      | 15 Einw./km²       | 53266      | 53160        |

## Bevölkerungsentwicklung
| 1962  | 1968  | 1975  | 1982  | 1990  | 1999  | 2006  | 2012  |
| ----- | ----- | ----- | ----- | ----- | ----- | ----- | ----- |
| 7.057 | 6.389 | 5.680 | 5.441 | 5.306 | 5.200 | 5.010 | 4.944 |